# Lincoln MKC
Lincoln MKC – samochód osobowy typu SUV klasy kompaktowej produkowany pod amerykańską marką Lincoln w latach 2014 – 2019.

## Historia i opis modelu

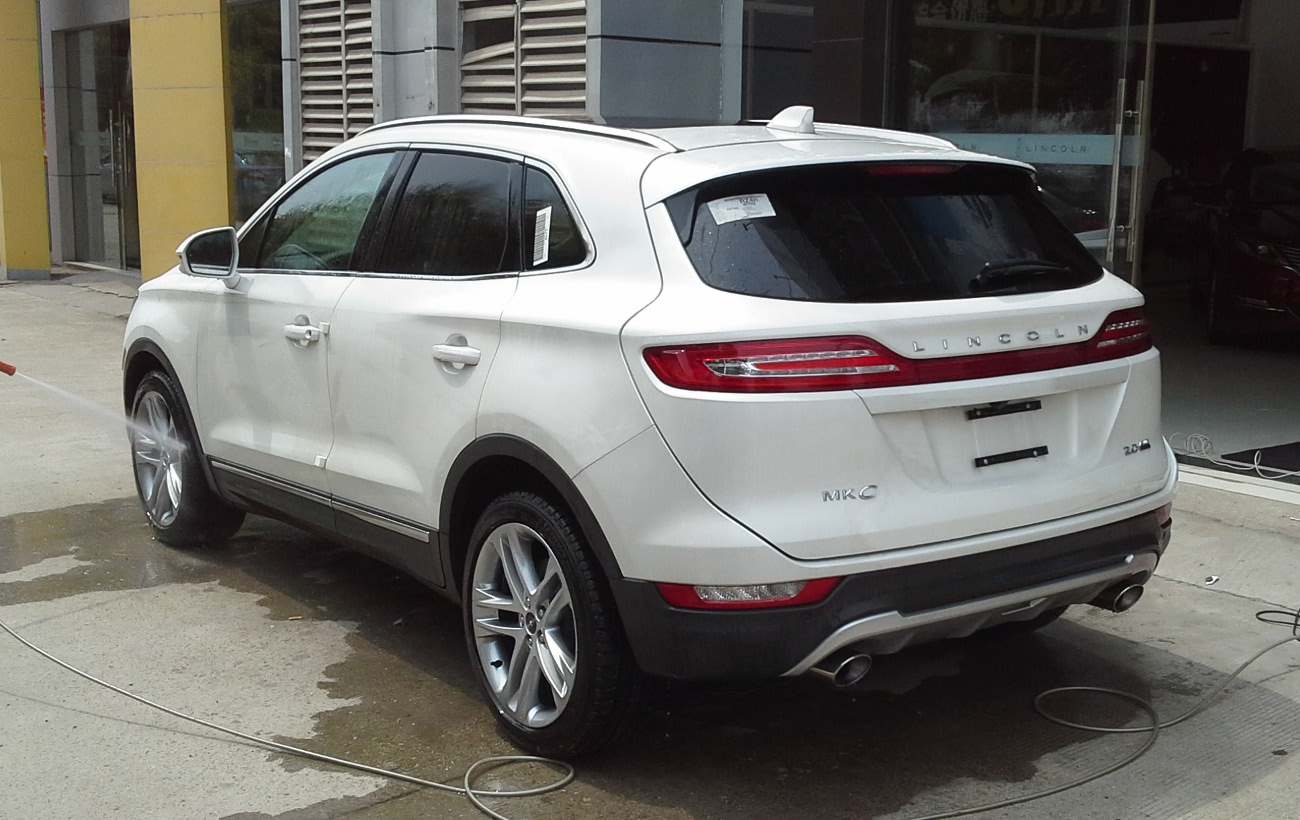
Lincoln MKC - tył

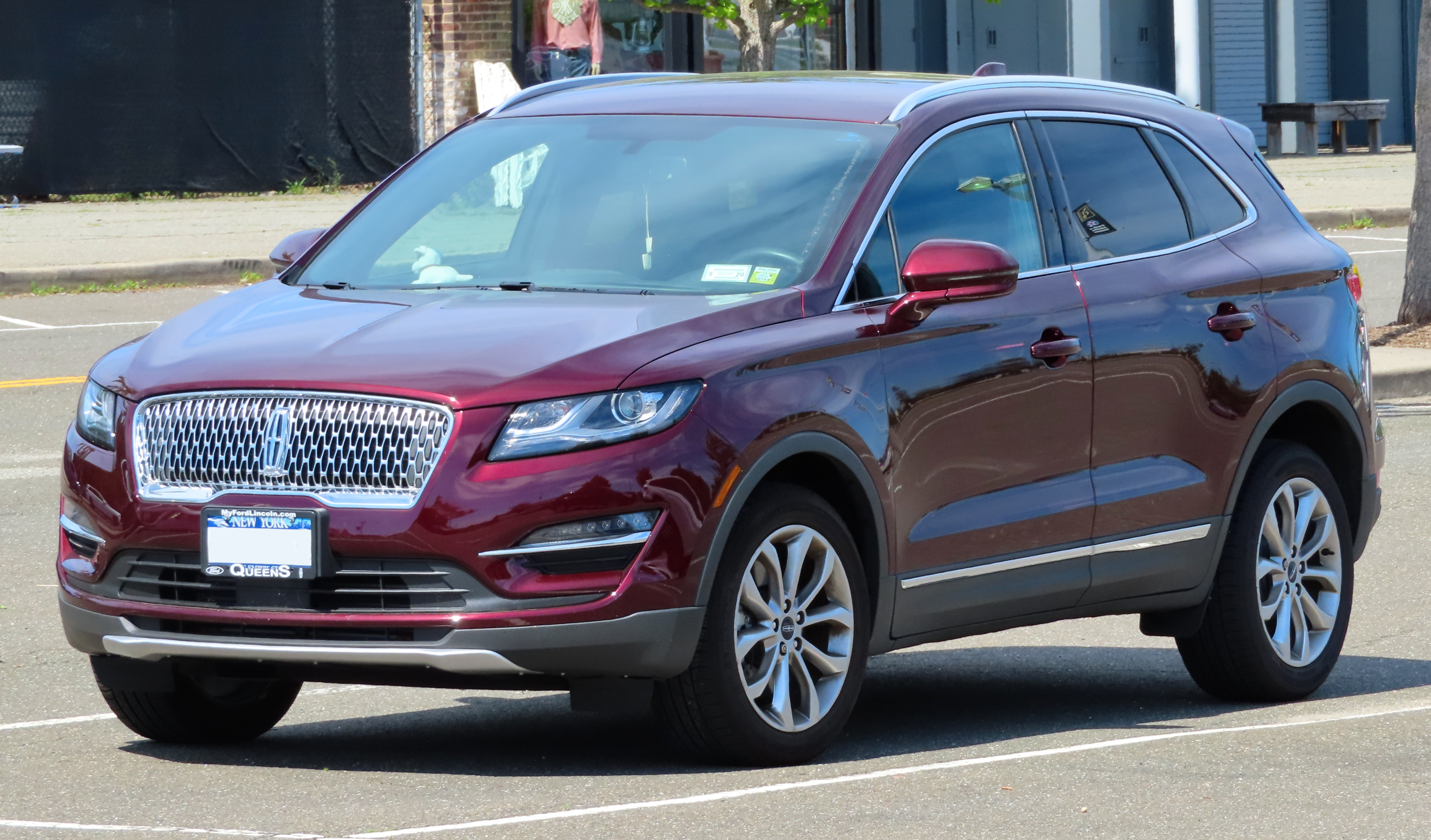
Lincoln MKC po liftingu

W styczniu 2013 roku Lincoln przedstawił zapowiedź nowego, najmniejszego w ofercie SUV-a o nazwie MKC Concept. Seryjna wersja modelu została przedstawiona 10 miesięcy później, w listopadzie 2013 roku, swoją światową premierę mając na salonie samochodowym w Nowym Jorku.
Lincoln MKC z przodu wyróżniał się masywnym zderzakiem z dużą atrapą chłodnicy, podwójną atrapą chłodnicy i wąskimi reflektorami. Z tyłu natomiast pojawiły dwie końcówki wydechu, a także pojedynczy pas lamp wykonanych w technologii LED światła, które otwierały się razem z klapą bagażnika.
Wyposażenie standardowe pojazdu obejmowało m.in. napęd przedni, 18-calowe alufelgi, zawieszenie z aktywną kontrolą tłumienia, system audio z 14 głośnikami, układy aktywnego bezpieczeństwa monitorujące pas ruchu i martwe pole oraz system podświetlenia aktywowany, gdy właściciel samochodu zbliży się do niego z kluczykiem w kieszeni. Opcjonalnie auto wyposażyć można było w skórzaną tapicerkę. 

### Lifting
W listopadzie 2017 roku samochód przeszedł gruntowną modernizację, w ramach samochód otrzymał zupełnie nowy wygląd pasa przedniego. Zmieniono wygląd atrapy chłodnicy, a także kształt reflektorów i zderzaka nawiązując do takich modeli, jak Navigator czy MKZ. Już rok później produkcja MKC zakończyła się na rzecz następcy - zupełnie nowego modelu Corsair.

### Silniki
- R4 2.0l EcoBoost 240 KM
- R4 2.3l EcoBoost 275 KM